# Conducător
Conducător (en roumain : [kondukəˈtor]) est un titre officiel porté par des chefs d'État roumains.

## Origines
Le mot est dérivé du verbe roumain a conduce (« guider »), du latin ducere (« mener », « conduire ») et est apparenté au titre romain de dux, au titre de duc, de duce et de doge. Il a le même sens que d'autres titres pris par des dictateurs en Europe, comme Führer en Allemagne nazie ou Caudillo en Espagne franquiste.

## Histoire

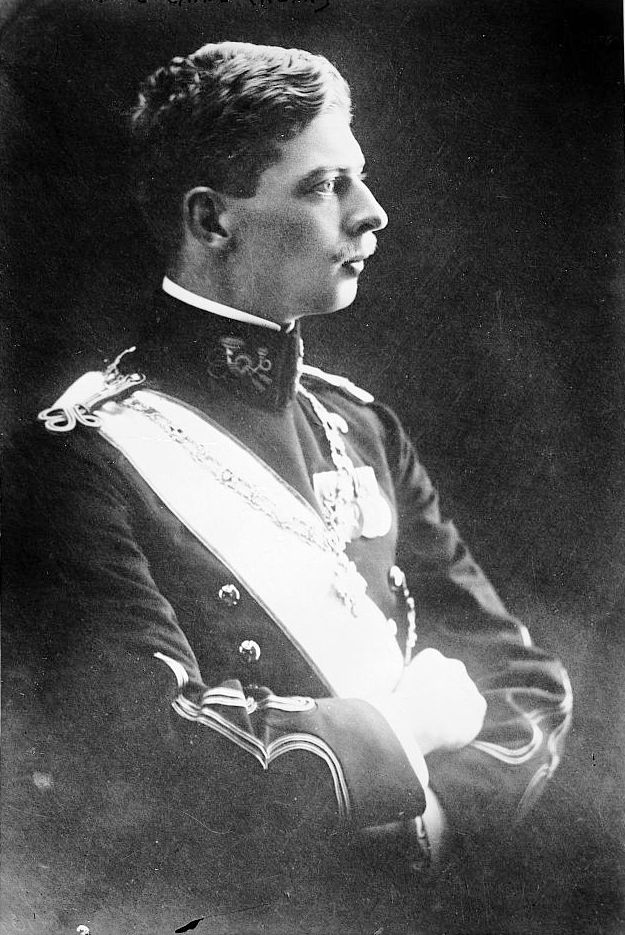
Carol II

Ce qualificatif est employé pour la première fois par le roi Carol II durant les années où le Front de la renaissance nationale — parti royaliste roumain actif de 1938 à 1940 — est au pouvoir. Par la suite, le terme est aussitôt repris par le maréchal Ion Antonescu. Pourtant, Antonescu est président du Conseil et le rôle de chef de l'État incombe au roi Michel Ier ; mais le maréchal détient alors en réalité le pouvoir.
Le dirigeant communiste Nicolae Ceaușescu reprend par la suite le qualificatif.